# Xia Huai
Xia Huai è il nome completo di Huai (槐T, HuáiP, detto anche Fen, Zuwu o Fenfa), ottavo sovrano della dinastia Xia, figlio di Zhu e padre di Mang
Gli annali di bambù riportano che il terzo anno del regno di Huai, ci fu la visita dei Nove Yi (Quan Yi, Yu Yi, Fang Yi, Huang Yi, Su Yi, Xian Yi, Feng Yi, Yang Yi e Bai Yi). 
Riguardo al numero di anni in cui regnò, se citiamo gli annali: "poi Fen si stabilì al trono per 44 anni".
Le cronache degli imperatori affermano invece: "l'imperatore Fen, prima detto Huai, o anche Zuwu, è stato al trono per 26 anni".
Durante il regno di Huai, la dinastia Xia era ancora potente e prospera.